# 沢田豊二
沢田 豊二（さわだ とよじ、1957年8月7日 - ）はアニメの色彩設定者。埼玉県出身。

## 概要
1981年に仕上げプロダクションのタカプロに入社。東映動画（現・東映アニメーション）作品の原画セル検査、および仕上げ作業に従事し、『Dr.スランプ アラレちゃん』（1981年～1986年/色指定）、映画『勝利投手』（1987年/色彩）、『聖闘士星矢』（1986年～1989年/仕上げ進行）、『ドラゴンボール』（1986年～1989年/色指定）などの作品を担当した。タコプロ解散後の1996年、東映アニメーションに入社。『マシュランボー』（2000年）から色彩設計を担当。以降、『ピポパポパトルくん』（2000年～2001年）、『キン肉マンII世』（2002年）、『キン肉マンII世 ULTIMATE MUSCLE』（2004年）などの作品を手がけている。2004年から「プリキュアシリーズ」の色彩設計を担当している。

## 主な作品

### テレビアニメ
- ふたりはプリキュア（色彩設計）
- ふたりはプリキュア Max Heart（色彩設計）
- ふたりはプリキュア Splash Star（色彩設計）
- Yes!プリキュア5（色彩設計）
- マシュランボー（色彩設計）
- キン肉マンII世（色彩設計）
- ドラゴンボールGT（検査）
- Dr.スランプ アラレちゃん（色指定）

### 劇場版
- ドラゴンボールZ たったひとりの最終決戦〜フリーザに挑んだZ戦士 孫悟空の父〜
- 勝利投手（色彩）
- 映画 プリキュアオールスターズ 春のカーニバル♪（色彩設計）
- 映画 プリキュアオールスターズ みんなで歌う♪奇跡の魔法!（色彩設計）
- 映画 プリキュアドリームスターズ!（色彩設計）